# 苏丹沙拉胡丁阿都阿兹沙清真寺
苏丹沙拉胡丁阿都阿兹沙清真寺，通称莎阿南回教堂、俗稱藍色清真寺（因其藍白相間的圓頂得名），是馬來西亞雪蘭莪州首府莎阿南的一所清真寺，也是雪州的州立清真寺。可容納24,000人聚禮，是馬來西亞最大的清真寺，在東南亞僅次於印尼雅加達的伊斯蒂克拉爾清真寺。以马来西亚第11任最高元首苏丹沙拉胡丁阿都阿兹沙命名。
清真寺是由當時的雪州蘇丹蘇丹沙拉胡丁在1974年倡導興建，當時雪州的首府剛遷至此。1982年動工，1988年3月11日落成。圓頂直徑51.2公尺、高106.7公尺，是全球宗教建築中最大的。四根宣禮塔高142.3公尺，僅次於摩洛哥卡薩布蘭卡哈桑二世清真寺的宣禮塔，但仍然是世上最高的宣禮塔群。